# 梅斯羅斯防線
梅斯羅斯防線（英語：March of Maedhros）指的是中土大陸中，貝爾蘭區域由多索尼安(Dorthonion)往東延伸至伊瑞德隆(Ered Luin)，並與兩者之間的梅格洛爾低谷(Maglor's Gap)與洛斯蘭恩(Lothlann)草原以南區域所共同組成的防線，目的就是防禦北方安格班（Angband）的侵襲。
在努因吉利雅斯戰役中，費諾戰死，梅斯羅斯與魔苟斯談判的過程中被活捉至安格班，並把他困在安戈洛墜姆的峭壁上，不過芬國昐之子-芬鞏卻隻身前往解救梅斯羅斯，此舉不僅讓他獲得極大名望，且讓費諾和芬國昐兩家的仇恨得以化解，梅斯羅斯為專吉斯特狹灣燒毀白船之事請求原諒，不僅放棄諾多族最高君王王位，更率領他的兄弟與子民遷移至海姆瑞恩(Himring)。因為該地周遭無天險可守，北方安格班的軍隊可以長驅直入貝爾蘭，首當其衝就是海姆瑞恩周遭區域，於是梅斯羅斯建立了梅斯羅斯防線來防禦北方安格班的侵襲，用意是希望最大的危險落在他身上，以降低其他地區受攻擊的可能性，來保持與芬國昐一家的友誼。
此防線於尼南斯·阿農迪亞德戰役中被破壞。

## 地理
因海姆瑞恩周遭是平原和丘陵所組成的地形，無天險防守的情況下，梅斯羅斯與他的兄弟為此建造防禦工事抵禦來自北方的侵略，洛斯蘭恩草原以南低處即梅格洛爾低谷，由梅格洛爾駐兵把守。